# Laskówka (Basse-Silésie)
Pour les articles homonymes, voir Laskówka.
Laskówka est une localité polonaise de la gmina de Bardo, située dans le powiat de Ząbkowice Śląskie en voïvodie de Basse-Silésie.